# نادية بخرجي
نادية حسن بخرجي هي مهندسة معمارية سعودية، وأمين عام لمؤسسة الوليد بن طلال الخيرية، ورئيسة مؤسسة نادية بخرجي للتخطيط المعماري والتصميم الداخلي، ورئيسة مؤسسة «رواق المملكة»، وعضو مجلس إدارة الهيئة السعودية للمهندسين.
تعتبر أول مهندسة سعودية يتم انتخابها ضمن ترشيحات مجلس إدارة الهيئة السعودية للمهندسين.

## مسيرتها
حصلت بخرجي على شهادة البكالوريوس في الهندسة المعمارية الداخلية من جامعة الملك فيصل بالدمام عام 1989، وتدير شركة تحمل اسم رواق المملكة التي دخلت في شراكة مع شركة المملكة القابضة خلال الفترة 1996 - 2001، عملت على مشاريع تخص تطوير قصور، وفلل ووحدات سكنية، وفنادق ومراكز ترفيهي، وسبق لها أن نفذت مشاريع لعدد من القصور والفلل السكنية أبرزها قصر أمير منطقة عسير الأمير خالد الفيصل. 
في عام 2007، أسست بخرجي «مؤسسة ناديا بخرجي» للتخطيط المعماري والتصميم الداخلي في الرياض، وتقدم خدمات تصميم شاملة بالشراكة مع كبرى الشركات المعمارية والهندسية الأوروبية الرائدة، مثل (Expanish) من إسبانيا و(Vahanen) من فنلندا. 
على الصعيد العام، أصبحت بخرجي عضوًا مؤسسًا للمنتدى العربي للنساء العربيات في عام 2000، وفي عام 2004 أصبحت أول امرأة سعودية تعلن عن نيتها للترشح لانتخابات بلدية الرياض المحلية. في عام 2006، حصلت على منحة تشيفنينج (Chevening Scholarship) من جامعة كاليفورنيا في المملكة المتحدة. وقد انتُخبت بخرجي مرتين في مجلس إدارة الهيئة السعودية للمهندسين في عامي 2005 و2009.

## روابط خارجية
- الموقع الرسمي لنادية بخرجي
- سيدة تتسابق مع 70 رجلا في انتخابات مجلس إدارة الهيئة السعودية للمهندسين
- Nadia Bakhurji Pledges to Back Women Engineers
- Saudi Women Banned From Vote